# Пирадова, Мария Дмитриевна
Мария Дмитриевна Пирадова — советский хозяйственный, государственный и политический деятель.

## Биография
Родилась в 1922 году в селе Благодатное Курской области. Член КПСС.
С 1941 года — на хозяйственной, общественной и политической работе. В 1941—1990 гг. — врач-физиолог, инспектор отдела материнства и детства Мосгорисполкома, заместитель главного редактора, главный редактор газеты «Медицинский работник», главный редактор журнала «Здоровье». Защищала диссертацию на тему «Полипы матки (некоторые вопросы этиологии. клиники и лечения)» на соискание учёной степени кандидата медицинских наук 20.12.1954 на педиатрическом факультете 2-го Московского государственного медицинского института им. И. В. Сталина.
1 октября 2002 года состоялся организованный Союзом журналистов Москвы (СЖМ) вечер журналистов-ветеранов на котором среди коллег присутствовала и Мария Дмитриевна Пирадова; по данным СЖМ на тот момент в столице было 8 тыс. бывших сотрудников газет, телевидения и радио.
Умерла в Москве в 2011 году.

## Семья
- Супруг — Пирадов, Александр Сергеевич;
  - сын — Пирадов, Михаил Александрович.

## Сочинения
- М. Д. Пирадова. Полипы матки. — М.: Государственное издательство медицинской литературы, 1958. — Библиотека практического врача.
- М. Д. Пирадова. О средствах предупреждения беременности : Беседа / Центр. науч.-исслед. ин-т сан. просвещения М-ва здравоохранения СССР. М., б/и, 1958.
- Г. Я. Молчанова, М. Д. Пирадова. Гигиена женщины. М., «Знание», 1962.
- М. Д. Пирадова. Юноша и девушка : Очерк анатомии и физиологии. М., «Знание», 1965.